# Міністерство сільського господарства та продовольства Болгарії
Міністерство сільського господарства та продовольства Болгарії — громадська споруда на вулиці бульвар Христо Ботев, 55 у Софії, Болгарія.
Міністерство торгівлі та сільського господарства в Болгарії було створено шляхом внесення змін до Тирновської конституції від 27 травня (15 травня за старим стилем) 1893 року. З поправкою до Конституції від 24 липня (11 липня за старим стилем) 1911 року воно було поділено на Міністерство сільського господарства і держмайна та Міністерства торгівлі, промисловості та праці.

## Історія
Будинок розміщено на схилі так, що головний вхід виходить до Площі Македонії. Вхід фланковано необароковими баштами із загостреним завершенням даху та неокласичними елементами. Велич будівлі підкреслено скульптурними деталями, великими вікнами другого поверху та балконами. Фасад, що виходить на бульвар декоровано ланцюгами фруктів та квітів, медальйонами, карнизами, хитромудрими рамами. В інтер'єрі багато розет, декоративних панелей, мармурових сходів із залізними перилами, кольорових мозаїк. Композиція постраждала через надбудову поверхів, тому кутова заокруглена частина наразі виглядає нижчою за бокові частини споруди.

## Галерея

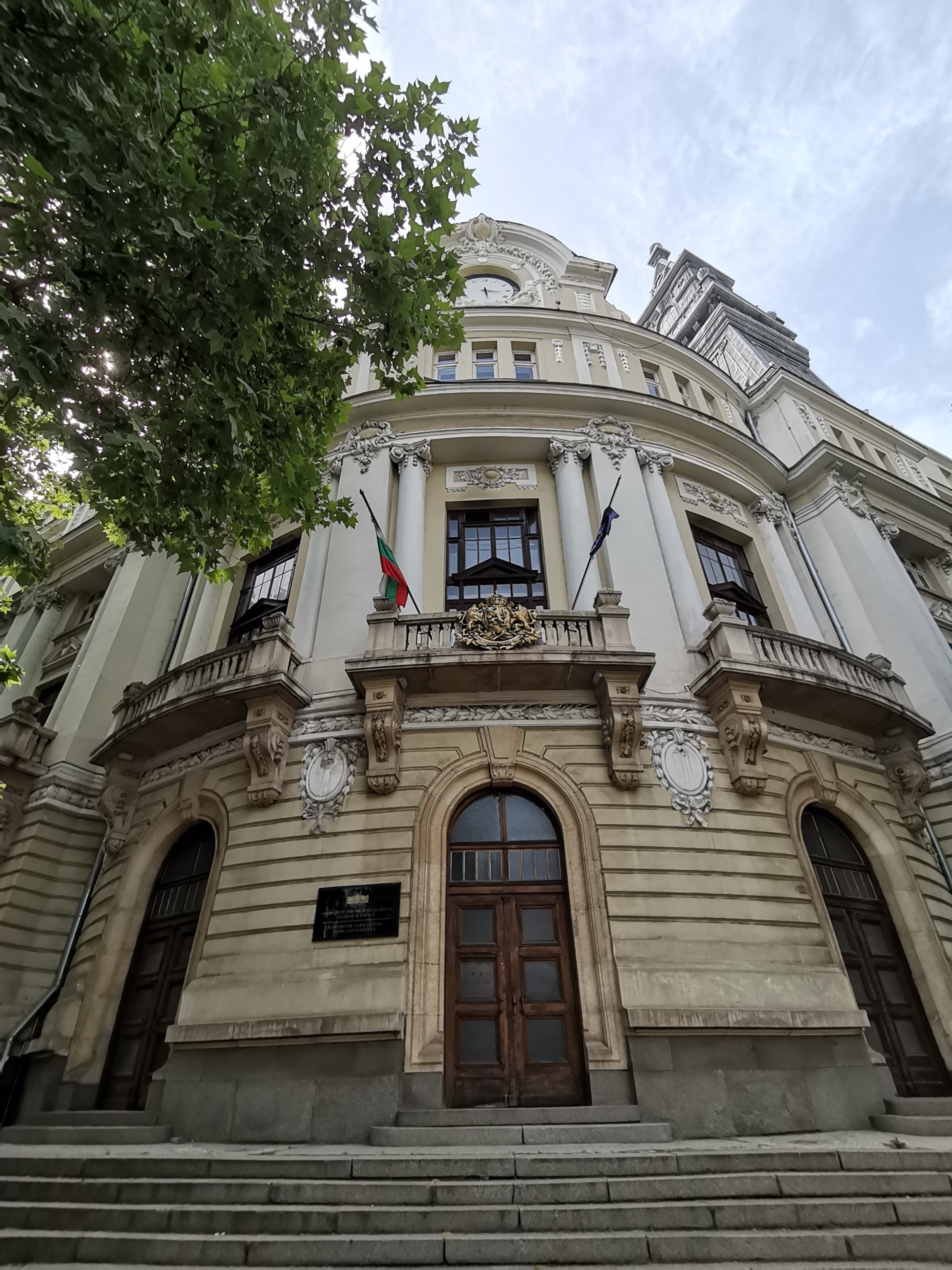